# Csehalisz törzs

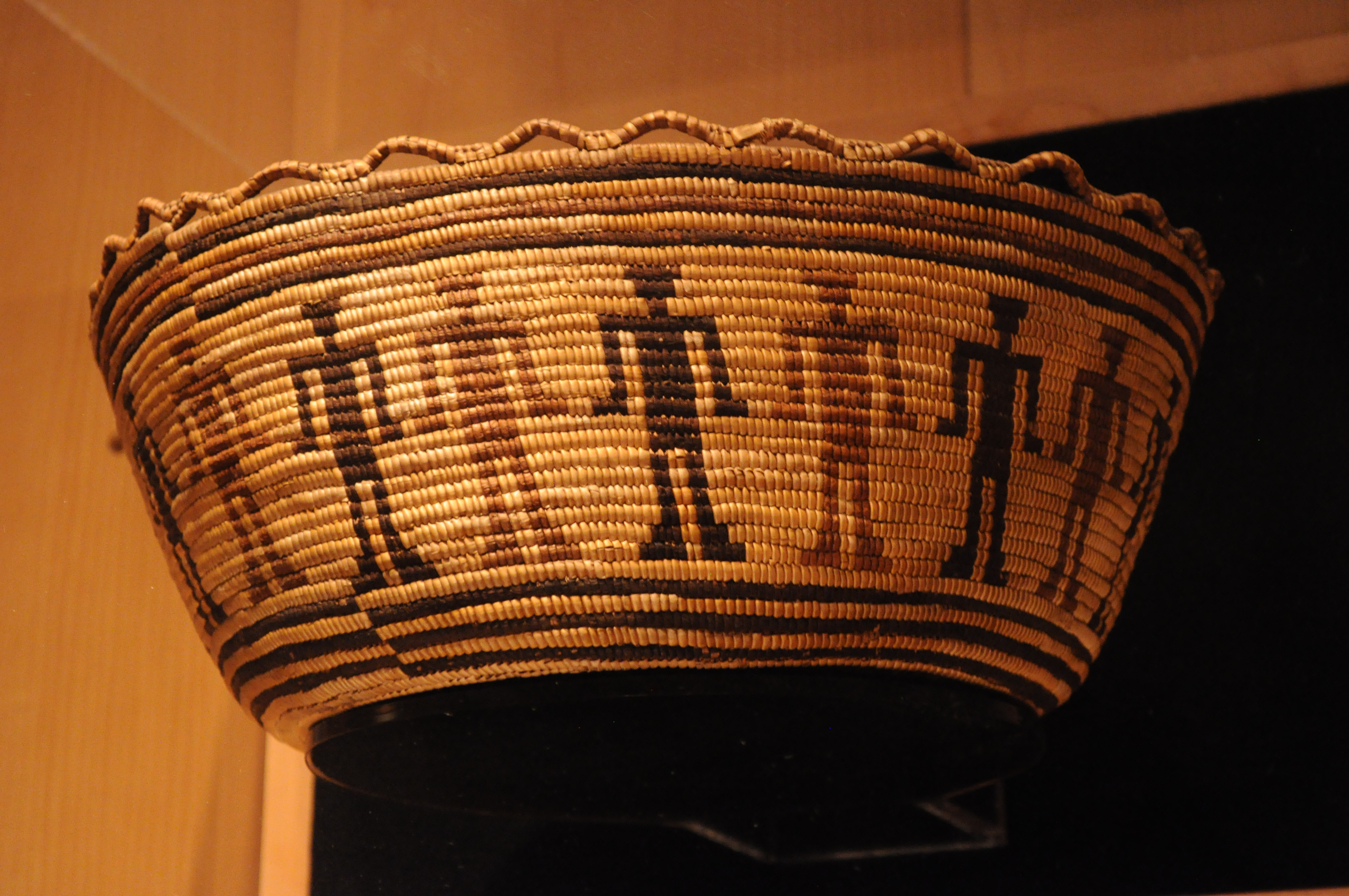
Fonott kosár a Washington State History Museumban

A csehalisz indián törzs (hivatalos angol nevén Confederated Tribes of the Chehalis Reservation – A Csehalisz Rezervátum Szövetséges Törzsei) az alsó- és felső-csehalisz, klallam, muklesút, nszkvalli és kvinólt indiánokat tömörítő, szövetségileg elismert szervezet.
A törzs tulajdonában van a Grand Mound-i Great Wolf Lodge, valamint a rochesteri Lucky Eagle Casino.

## Rezervátum
A 17,96 km2 területű, 661 lakosú Csehalisz rezervátum Washington állam Grays Harbor és Thurston megyéiben helyezkedik el. A korábban nagyobb területű rezervátum egy részét más népcsoportoknak értékesítették, 1,91 km2-en pedig iskola létesült. 1906-ban 194-en, 1984-ben pedig 382-en éltek itt.

## Közigazgatás
Az öt tagú törzsi tanács székhelye a Grays Harbor megyei Oakville-ben van. A törzs alkotmányát 1939. július 15-én fogadták el.

## Beszélt nyelvek
Az alsó- és felső-csehalisz nyelvek a szalis nyelvcsaládba tartoznak. A felső-csalisz nyelv utolsó anyanyelvi beszélője 2001-ben hunyt el.

## Fordítás
- Ez a szócikk részben vagy egészben  a   Confederated Tribes of the Chehalis Reservation című angol Wikipédia-szócikk ezen változatának fordításán alapul.  Az eredeti cikk szerkesztőit annak laptörténete sorolja fel. Ez a jelzés csupán a megfogalmazás eredetét és a szerzői jogokat jelzi, nem szolgál a cikkben szereplő információk forrásmegjelöléseként.